# Obligation zéro-coupon
En finance, une obligation zéro-coupon est une obligation qui ne donne pas droit à détachement de coupon, d'où le terme : tous les intérêts sont capitalisés jusqu’à la fin de la durée de vie de l’obligation. L'acquéreur souscrit l'obligation à un prix inférieur à sa valeur faciale, laquelle est payée à l'échéance du contrat.
Le zéro-coupon est généralement indexé sur l'inflation. C'est une forme très utilisée par les emprunts d'État, notamment ceux des États-Unis, les Treasury Bill.

## Objectifs
Parmi les obligations, seules les zéro-coupon permettent d'éliminer réellement tout risque de taux entre deux dates. Une obligation à taux fixe classique (désignée en anglais sous le vocable imagé de plain vanilla bond) génère en fait autant de risques de taux supplémentaires qu'elle est dotée de flux financiers intermédiaires : le taux de réinvestissement de chacun des coupons entre sa date de paiement et la date de remboursement final est, en fait, inconnu, même s'il est implicite dans le prix de l'obligation.
En achetant une obligation à taux fixe classique, on achète ainsi en fait l'intégralité de la courbe des taux qui va de maintenant à la date de remboursement de l'obligation, et l'on s'expose à ce que les taux de réinvestissements ne soient pas ceux implicites à l'origine.
Seul un instrument zéro-coupon a une duration égale à sa durée de vie moyenne.
Seul un instrument zéro-coupon aura eu systématiquement, au terme de sa durée de vie, un taux de rendement effectif égal à son taux actuariel d'origine.

## Catégories
Il existe deux sortes d'obligations zéro-coupon :
- celles qui ont été émises comme telles à l'origine;
- celles qui résultent du démembrement (en anglais : stripping, Separate Trading of Registered Interest and Principal Securities) d'une autre obligation et qui sont donc un certificat de flux financier. Il en existe deux sortes, suivant la nature du flux originel :
  - les certificats de coupon ;
  - les certificats de principal.

Le démembrement des emprunts d'État a été introduit :
- en 1982 au Canada[1]
- en 1985 aux États-Unis par le Trésor américain,
- en 1991 en Europe par le Trésor français.

## Prix d'un zéro-coupon
On modélise le temps par l'ensemble {\displaystyle \mathbb {N} } : 0 représente aujourd'hui, 1 la période suivante, etc. (la période pourra correspondre à 1 mois, 6 mois, 1 an...). On considère un zéro-coupon d'échéance T. On note C le nominal du zéro-coupon (en unité monétaire), e sa prime d'émission (en %), {\displaystyle \rho } sa prime de remboursement (en %) et {\displaystyle r_{t}} le taux d'actualisation en vigueur à la période t (en %): on pourra l'approximer par une moyenne géométrique des taux à l'intérieur de la période.
Le zéro-coupon étant une obligation, il s'agit d'un actif de l'univers certain c'est-à-dire que son prix P est égal à la somme actualisée de ses cash-flow (revenus).
Ici, seul le montant remboursé intervient :
{\displaystyle P=(1-e)C={\frac {(1+\rho )C}{(1+r_{1})...(1+r_{t})...(1+r_{T})}}\Leftrightarrow {\frac {P}{C}}=(1-e)={\frac {(1+\rho )}{\prod _{t=1}^{T}(1+r_{t})}}}
On peut considérer que les taux d'actualisation sont tous égaux à la moyenne géométrique des taux sur toutes les périodes:
Si {\displaystyle 1+{\tilde {r}}={\sqrt[{T}]{\prod _{t=1}^{T}(1+r_{t})}}}, alors: {\displaystyle (1-e)={\frac {(1+\rho )}{(1+{\tilde {r}})^{T}}}}
En pratique pour un zéro-coupon, {\displaystyle e=\rho =0} (aucune prime) : la partie suivante explique pourquoi.

## Modélisation financière
Soit T+1 périodes décrites par {\displaystyle t=\{0...T\}}. Le revenu versé pour un zéro-coupon V de nominal 1, d'échéance t et sans prime se note sous la forme matricielle par le vecteur :
{\displaystyle V_{t}=[0,0,...,\underbrace {1} _{t},...,0,0]}.
On voit immédiatement que s'il existe T zéro-coupons dans l'économie, alors le marché obligataire est complet: toute obligation pourra être répliquée par le portefeuille synthétique des zéro-coupon de manière très simple. En effet, l'ensemble des T zéro-coupon forme une base de {\displaystyle \mathbb {R} ^{T}} :
{\displaystyle {\begin{bmatrix}1&\cdots &0&\cdots &0\\\vdots &\ddots &\vdots &&\vdots \\0&\cdots &1&\cdots &0\\\vdots &&\vdots &\ddots &\vdots \\0&\cdots &0&\cdots &1\end{bmatrix}}}
Une obligation X d'échéance T et qui rapporte {\displaystyle a_{t}} à chaque période t aura comme profil de revenu le vecteur {\displaystyle X=[a_{1},...,a_{t},...,a_{T}]} pourra être facilement synthétisée par le portefeuille de zéro-coupon: {\displaystyle a_{1}\cdot V_{1}+...+a_{t}\cdot V_{t}+...+a_{T}\cdot V_{T}}.

## Risques d'un zéro-coupon
- Risque de signature: le zéro-coupon ne versant aucun cash-flow intermédiaire, il possède le risque de signature le plus élevé pour une obligation.

- Risque de taux: la duration du zéro-coupon étant maximum et égale à l'échéance, la sensibilité de l'obligation (duration divisée par 1 + le taux d'intérêt) sera plus forte que pour une obligation de duration évidemment plus faible.